# Belfonds
Belfonds est une commune française, située dans le département de l'Orne en région Normandie, peuplée de 208 habitants.

## Géographie
La commune est au nord de la campagne d'Alençon et du massif d'Écouves. Son bourg est à 6 km à l'ouest de Sées, à 6 km au sud-est de Mortrée et à 25 km au nord d'Alençon.
| Mortrée                                     | Mortrée            | Macé |
| Mortrée                                     | Belfonds           | Sées |
| Saint-Hilaire-la-Gérard, La Ferrière-Béchet | La Ferrière-Béchet | Sées |

### Hydrographie
La commune est située dans le bassin Seine-Normandie. Elle est drainée par l'Orne, la Sennevière, un bras de l'Orne, le Crochet, le fossé 01 de la Ferme de l'Étang, le fossé 01 de la Philippière, le fossé 01 du Hutier, le fossé 02 de la Perrière, le ruisseau des Iles, le ruisseau des Ponts Besnard, le ruisseau des Renardières et divers autres petits cours d'eau,.
L'Orne, d'une longueur de 170 km, prend sa source dans la commune d'Aunou-sur-Orne et se jette  dans l'embouchure de l'Orne à Merville-Franceville-Plage, après avoir traversé 60 communes. Les caractéristiques hydrologiques de l'Orne sont données par la station hydrologique située sur la commune de Belfonds. Le débit moyen mensuel est de 0,452 m3/s. Le débit moyen journalier maximum est de 7,28 m3/s, atteint lors de la crue du 12 juin 2018. Le débit instantané maximal est quant à lui de 8,73 m3/s, atteint le même jour.
La Sennevière, d'une longueur de 14 km, prend sa source dans la commune de Tanville, près du hameau de la Verrerie du Gast, et se jette  dans l'Orne à Mortrée, après avoir traversé quatre communes.

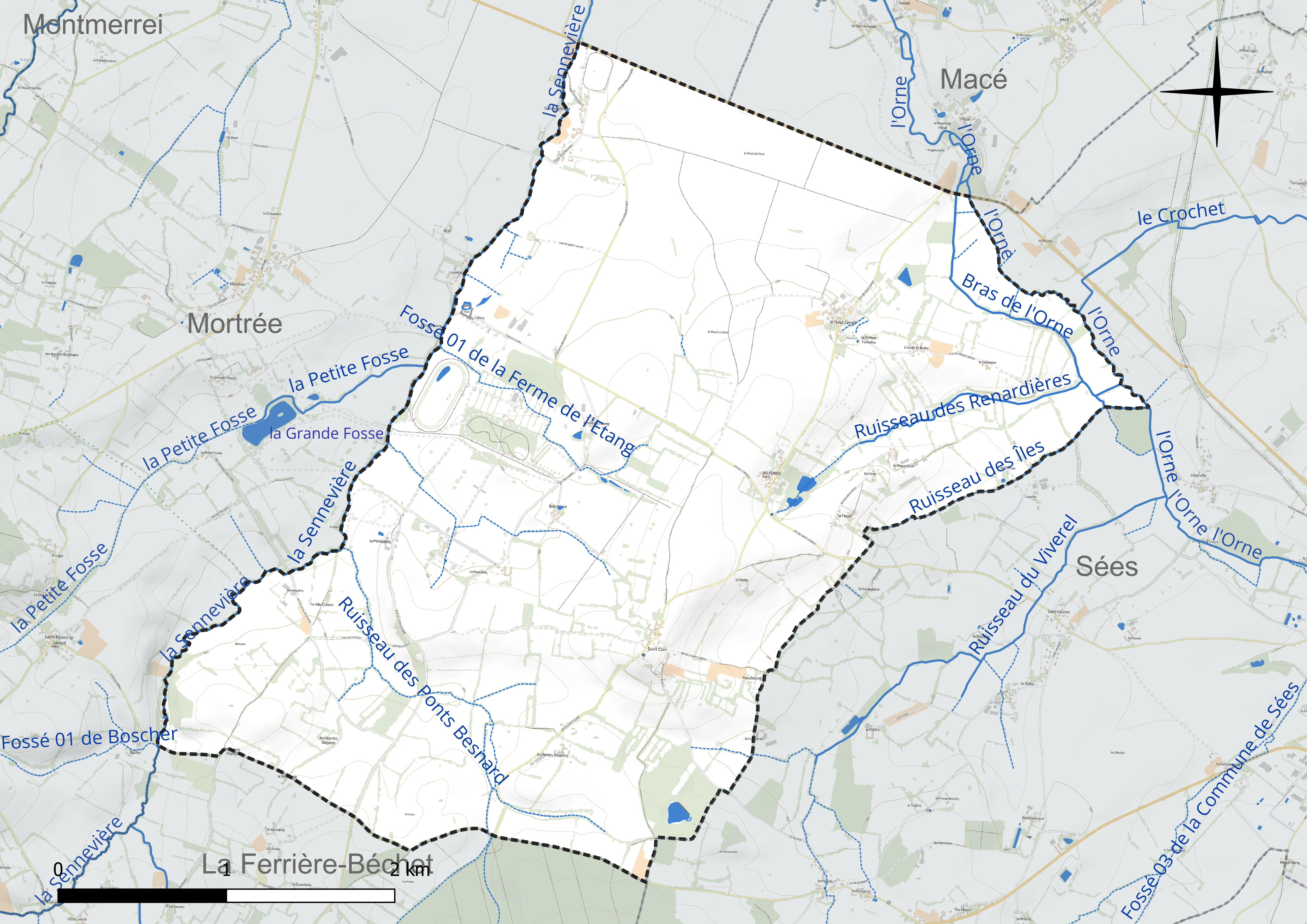
Réseau hydrographique de Belfonds.

### Climat
Pour des articles plus généraux, voir Climat de la Normandie et Climat de l'Orne.
En 2010, le climat de la commune est de type climat océanique dégradé des plaines du Centre et du Nord, selon une étude du CNRS s'appuyant sur une série de données couvrant la période 1971-2000. En 2020, Météo-France publie une typologie des climats de la France métropolitaine dans laquelle la commune est dans une zone de transition entre le climat océanique et le climat océanique altéré et est dans la région climatique Normandie (Cotentin, Orne), caractérisée par une pluviométrie relativement élevée (850 mm/a) et un été frais (15,5 °C) et venté. Parallèlement le GIEC normand, un groupe régional d’experts sur le climat, différencie quant à lui, dans une étude de 2020, trois grands types de climats pour la région Normandie, nuancés à une échelle plus fine par les facteurs géographiques locaux. La commune est, selon ce zonage, exposée à un « climat des plateaux abrités », se caractérisant par une pluviométrie et des contraintes thermiques modérées mais aussi, par effet de continentalité, des températures plus contrastées qu'au nord dans la plaine de Caen, avec communément 10 à 15 jours par an de plus de froid en hiver et de chaleur en été.
Pour la période 1971-2000, la température annuelle moyenne est de 10,1 °C, avec une amplitude thermique annuelle de 14 °C. Le cumul annuel moyen de précipitations est de 761 mm, avec 12,3 jours de précipitations en janvier et 7,7 jours en juillet. Pour la période 1991-2020, la température moyenne annuelle observée sur la station météorologique la plus proche, située sur la commune du Pin-au-Haras à 15 km à vol d'oiseau, est de 10,6 °C et le cumul annuel moyen de précipitations est de 756,3 mm,. Pour l'avenir, les paramètres climatiques de la commune estimés pour 2050 selon différents scénarios d’émission de gaz à effet de serre sont consultables sur un site dédié publié par Météo-France en novembre 2022.

## Urbanisme

### Typologie
Au 1er janvier 2024, Belfonds est catégorisée commune rurale à habitat très dispersé, selon la nouvelle grille communale de densité à sept niveaux définie par l'Insee en 2022.
Elle est située hors unité urbaine. Par ailleurs la commune fait partie de l'aire d'attraction d'Alençon, dont elle est une commune de la couronne,. Cette aire, qui regroupe 89 communes, est catégorisée dans les aires de 50 000 à moins de 200 000 habitants,.

### Occupation des sols
L'occupation des sols de la commune, telle qu'elle ressort de la base de données européenne d’occupation biophysique des sols Corine Land Cover (CLC), est marquée par l'importance des territoires agricoles (92,9 % en 2018), en diminution par rapport à 1990 (95,9 %). La répartition détaillée en 2018 est la suivante : 
terres arables (52,3 %), prairies (40,6 %), espaces verts artificialisés, non agricoles (5,3 %), forêts (1,8 %). L'évolution de l’occupation des sols de la commune et de ses infrastructures peut être observée sur les différentes représentations cartographiques du territoire : la carte de Cassini (XVIIIe siècle), la carte d'état-major (1820-1866) et les cartes ou photos aériennes de l'IGN pour la période actuelle (1950 à aujourd'hui).

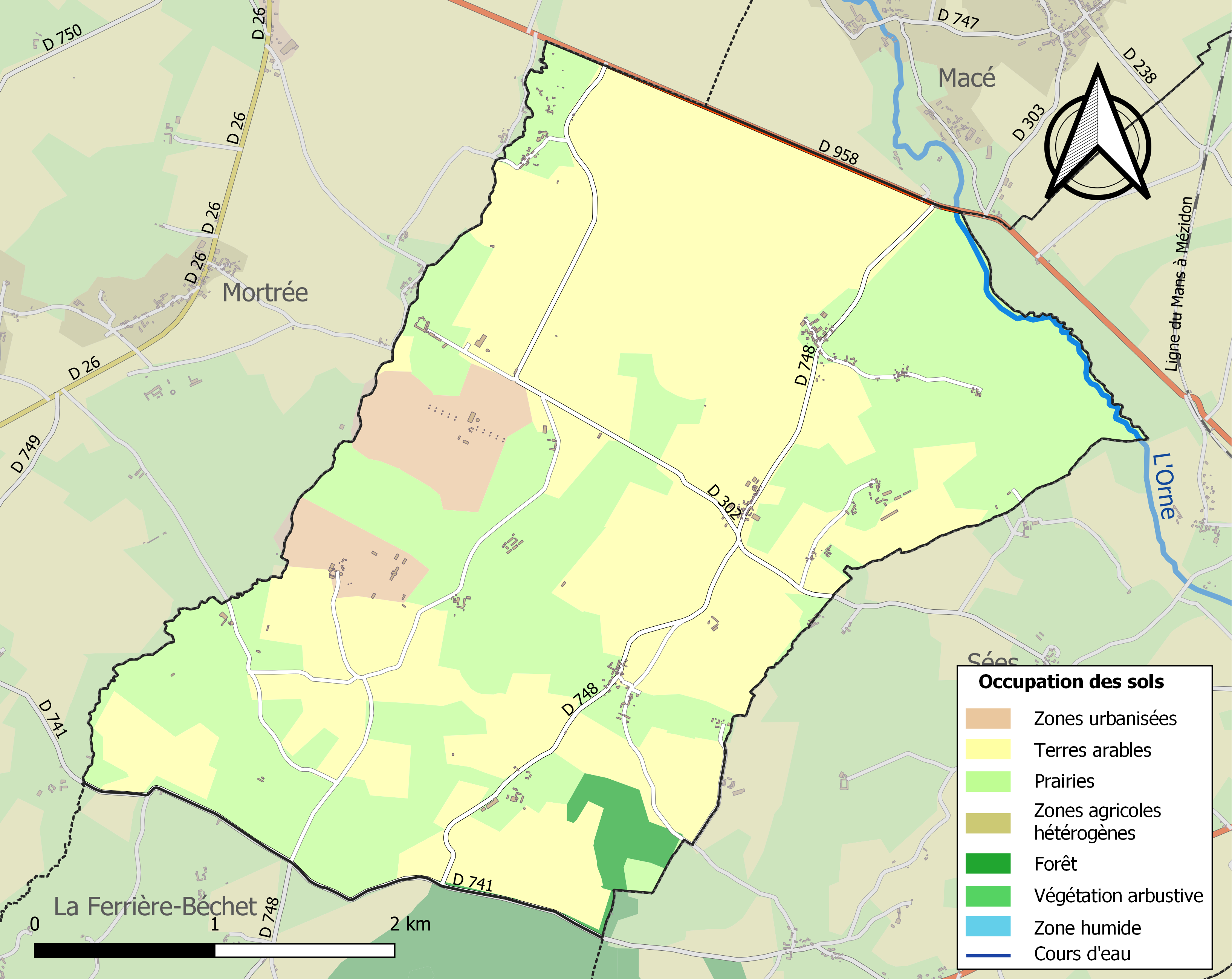
Carte des infrastructures et de l'occupation des sols de la commune en 2018 (CLC).

## Toponymie
Le nom de la localité est attesté sous les formes Belefonz en 1088. Belefons en 1247.
Le toponyme est issu de l'ancien français bel et du latin fons, « source », et signifie « belle source ».
Pour la commune absorbée, Condé-le-Butor, les formes Condatum et Condetum sont attestées respectivement en 698/699 et 1335. Condé est l'évolution phonétique du gallo-roman CONDĀTE en langue d'oïl. Ce type toponymique est issu du gaulois condate « confluence, réunion ». La commune a porté, au cours de la période révolutionnaire de la Convention nationale (1792-1795), le nom de La Liberté-sur-Orne abrégé en Liberté.
Le gentilé est Bellifontain.

## Histoire
En 1822, Belfonds (271 habitants en 1821) absorbe Condé-le-Butor (120 habitants, au nord-est du territoire), puis en 1839, la commune ainsi formée (391 habitants en 1836) absorbe Cleray (270 habitants, à l'ouest).

## Politique et administration
| Période                                  | Période  | Identité            | Étiquette | Qualité     |
| ---------------------------------------- | -------- | ------------------- | --------- | ----------- |
| ?                                        | mai 2007 | Claude Pavard       |           |             |
| mai 2007                                 | En cours | Jean-Pierre Rolland | SE        | Agriculteur |
| Les données manquantes sont à compléter. |          |                     |           |             |

Le conseil municipal est composé de onze membres dont le maire et deux adjoints.

## Démographie
L'évolution du nombre d'habitants est connue à travers les recensements de la population effectués dans la commune depuis 1793. Pour les communes de moins de 10 000 habitants, une enquête de recensement portant sur toute la population est réalisée tous les cinq ans, les populations de référence des années intermédiaires étant quant à elles estimées par interpolation ou extrapolation. Pour la commune, le premier recensement exhaustif entrant dans le cadre du nouveau dispositif a été réalisé en 2008.
En 2022, la commune comptait 208 habitants, en évolution de +0,48 % par rapport à 2016 (Orne : −3,21 %, France hors Mayotte : +2,11 %).Belfonds a compté jusqu'à 623 habitants en 1841, mais les trois communes fusionnées en 1822 et 1839 totalisaient 702 habitants en 1806 (349 pour Belfonds, 123 pour Condé-le-Butor, 230 pour Cleray).
| 1793 | 1800 | 1806 | 1821 | 1836 | 1841 | 1846 | 1851 | 1856 |
| ---- | ---- | ---- | ---- | ---- | ---- | ---- | ---- | ---- |
| 315  | 310  | 349  | 271  | 391  | 623  | 612  | 597  | 561  |

| 1861 | 1866 | 1872 | 1876 | 1881 | 1886 | 1891 | 1896 | 1901 |
| ---- | ---- | ---- | ---- | ---- | ---- | ---- | ---- | ---- |
| 525  | 511  | 429  | 430  | 395  | 395  | 374  | 345  | 332  |

| 1906 | 1911 | 1921 | 1926 | 1931 | 1936 | 1946 | 1954 | 1962 |
| ---- | ---- | ---- | ---- | ---- | ---- | ---- | ---- | ---- |
| 314  | 313  | 281  | 290  | 282  | 287  | 291  | 297  | 331  |

| 1968 | 1975 | 1982 | 1990 | 1999 | 2006 | 2008 | 2013 | 2018 |
| ---- | ---- | ---- | ---- | ---- | ---- | ---- | ---- | ---- |
| 292  | 250  | 213  | 207  | 218  | 183  | 173  | 197  | 204  |

| 2022 | - | - | - | - | - | - | - | - |
| ---- | - | - | - | - | - | - | - | - |
| 208  | - | - | - | - | - | - | - | - |

## Lieux et monuments
- Église Saint-Latuin de Cléray (XVIIe siècle) inscrite aux Monuments historiques[38].
- Manoir de Cléray également inscrit MH[39].
- Église Notre-Dame-de-l'Assomption abritant deux statues (sainte Barbe et saint Jacques) classées à titre d'objets aux Monuments historiques[40].

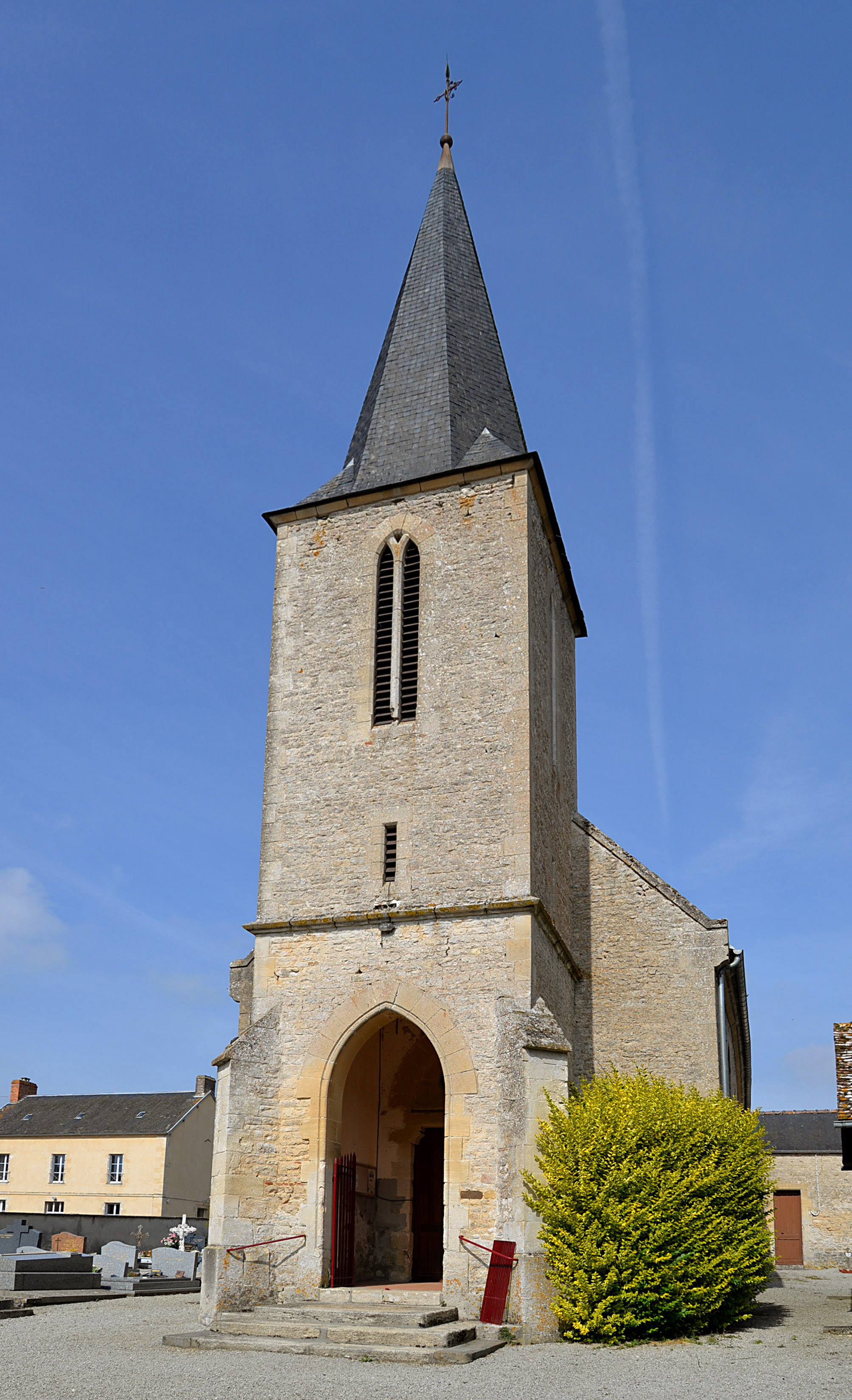
L'église Notre-Dame-de-l’Assomption.
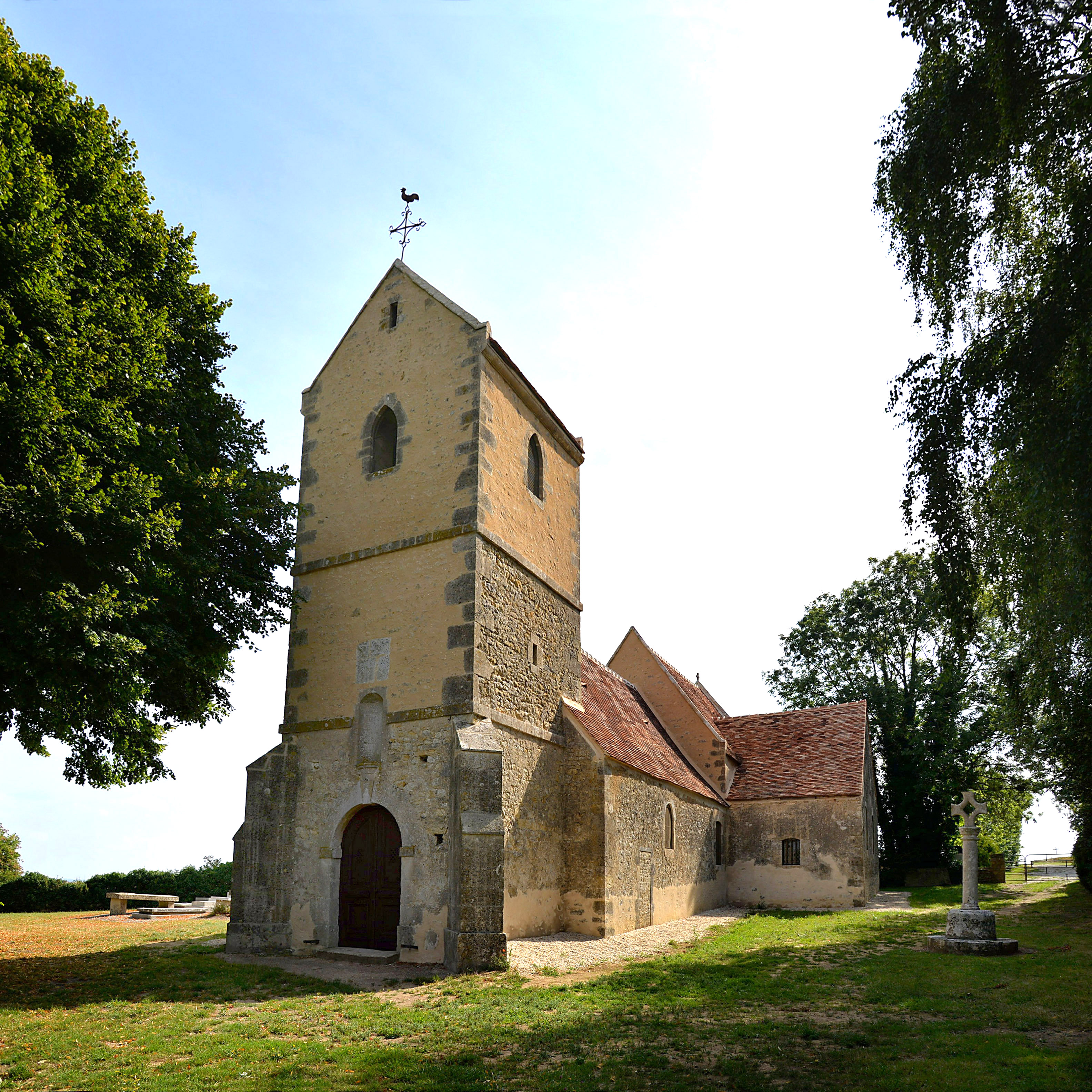
L'église Saint-Latuin.
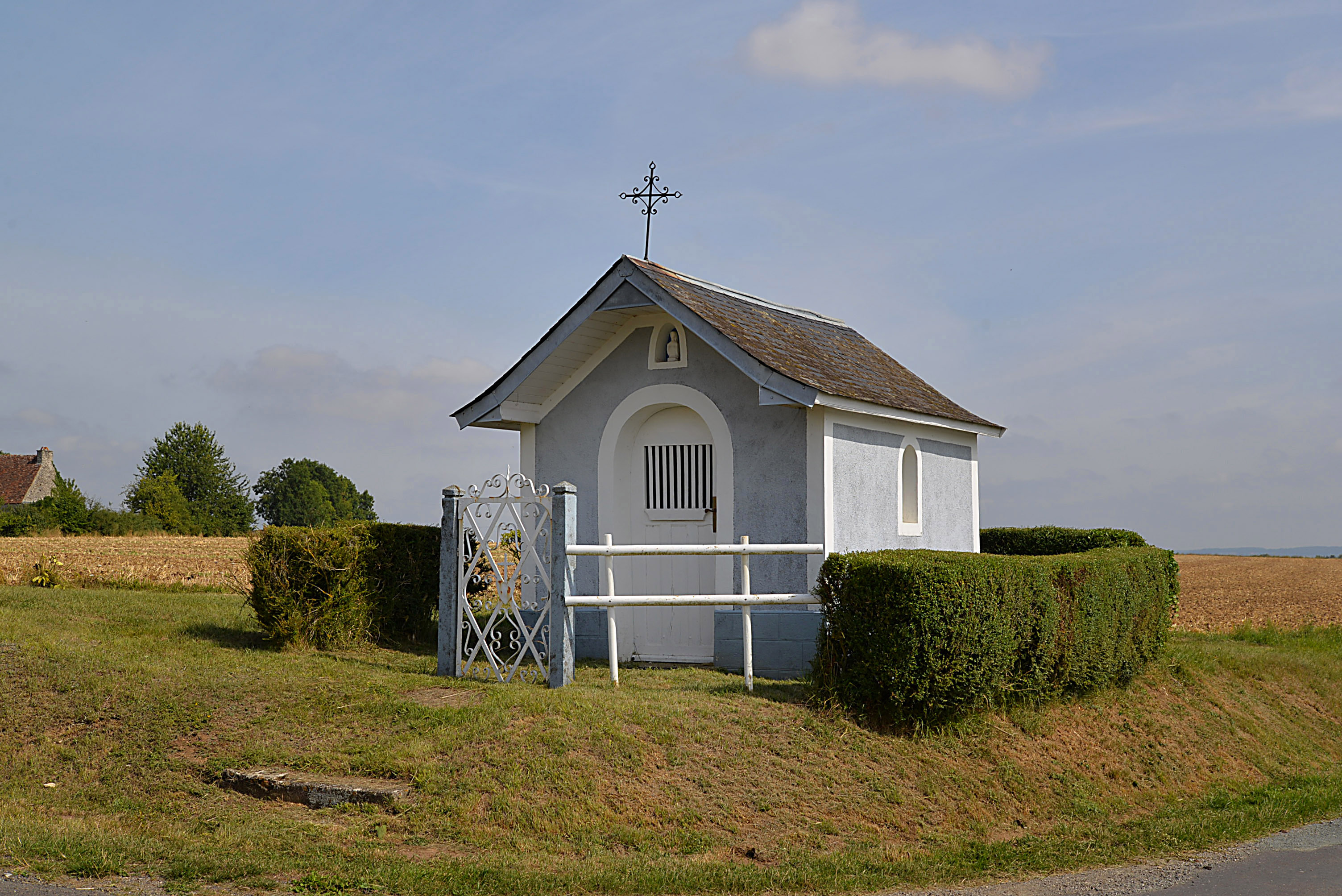
La chapelle Saint-Clair.

## Personnalités liées à la commune
- Jean-Étienne Dubois (né en 1969), propriétaire, éleveur, entraîneur et driver de trotteurs au haras de la Perrière à Belfonds.